# Zhang Enli
Zhang Enli (張恩利S; Jilin, 1965) è un pittore e artista cinese, che vive e lavora a Shanghai.

## Biografia
Laureatosi all'Università di Wuxi in arte e design nel 1989, si specializza nella pittura ad olio. In particolare prende in esame oggetti comuni connessi al quotidiano dell'artista, rappresentandoli da prospettive insolite e con dettagli apparentemente insignificanti e futili. Spesso i suoi lavori si presentano quali serie, tra le più celebri quella dei contenitori (scatoloni, posacenere, secchi o bauli) o luoghi funzionali della vita popolare a Shanghai, come bagni pubblici o fontane piastrellate.
Nel 2006, in occasione di Art Basel, il suo lavoro ha riscontrato un notevole successo tra gli artisti cinesi contemporanei presenti. I suoi lavori sono stati inglobati in esposizioni collettive come Dreaming of the Dragon's Nation: Contemporary Art from China, tenutasi all'Irish Museum of Modern Art nel 2005, oppure Infinite Painting and Global Realism, tenutasi a Villa Manin nel 2006 